# 徐炳文
徐炳文（?—?），順天府通州人，清朝政治人物、進士出身。
光緒九年（1883年），参加癸未科殿試，登進士二甲4名。同年五月，改翰林院庶吉士。